# 1847 în artă
- 1845 în artă — 1846 în artă ——  1847 în artă  —— 1848 în artă — 1849 în artă

1847 în artă implică o serie de evenimente:

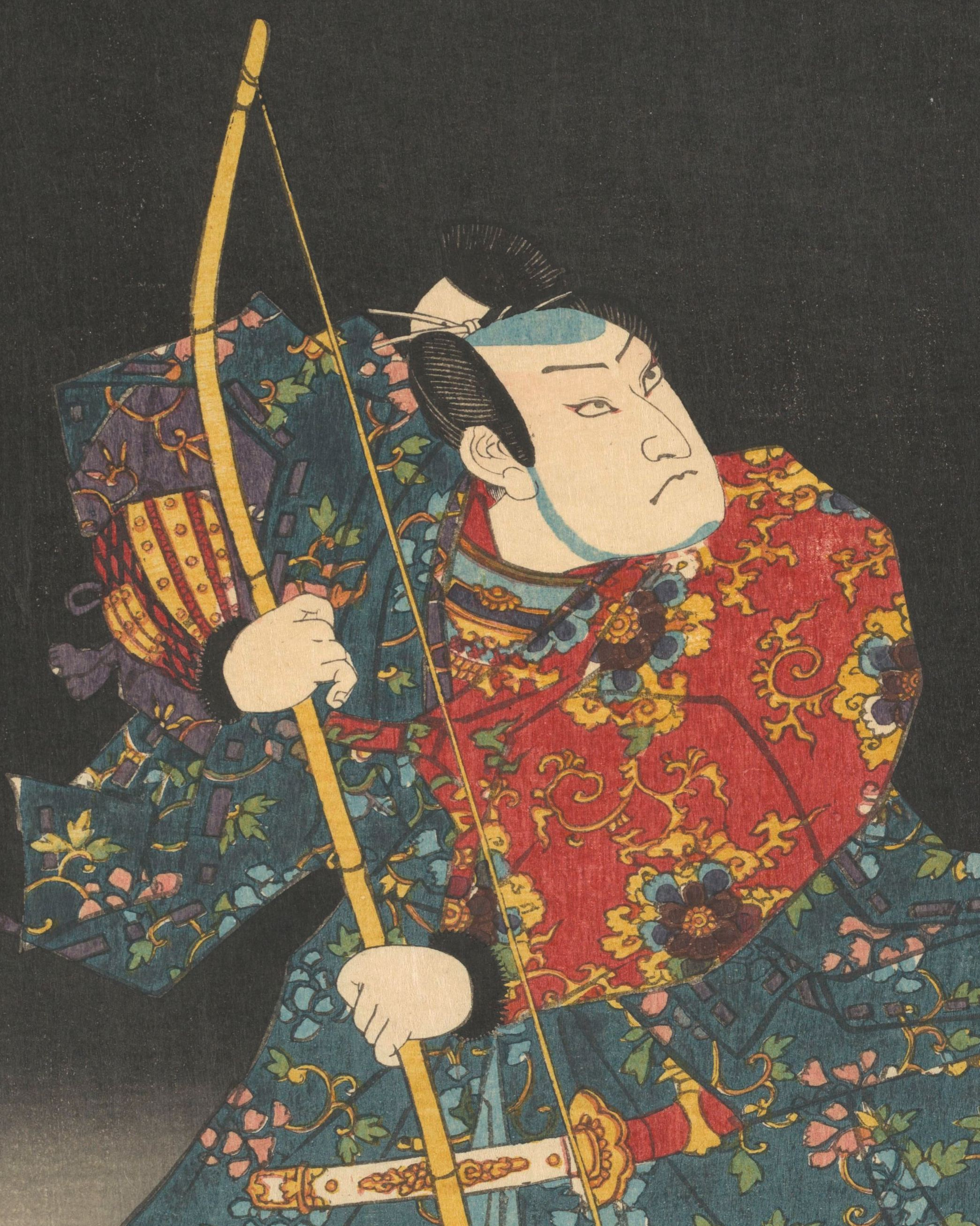
1847 — Actor ca arcaș (în) - cerneală pe hârtie, dimensiuni 376 mm × 258 mm

## Decese
- 1 ianuarie
- 29 ianuarie
- 31 ianuarie
- 6 februarie  —
- 10 martie —
- 3 septembrie —
- 13 septembrie —

- 15 noiembrie –
- 12 decembrie

## Nașteri
- 1 ianuarie
- 31 ianuarie
- 4 martie –
- 15 aprilie –
- 17 mai
- 30 iunie
- 6 iulie  —
- 10 august —
- 3 septembrie —
- 19 septembrie —
- 3 octombrie —
- 15 noiembrie —
- 31 decembrie —

## Galerie de imagini (lucrări din 1847)

Lucrări  din 1847 - selecție
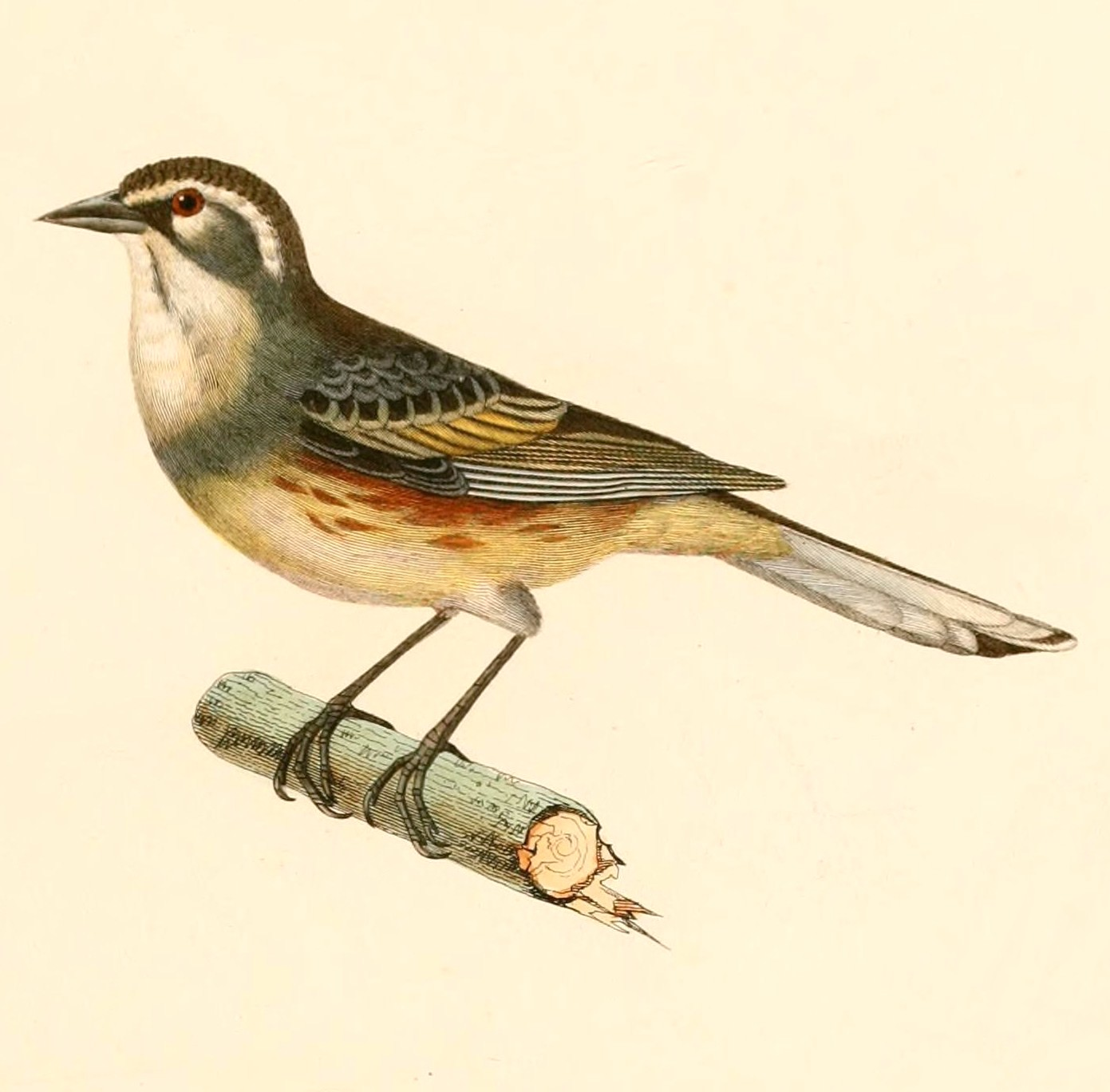
1847 — Poospiza hypochondria
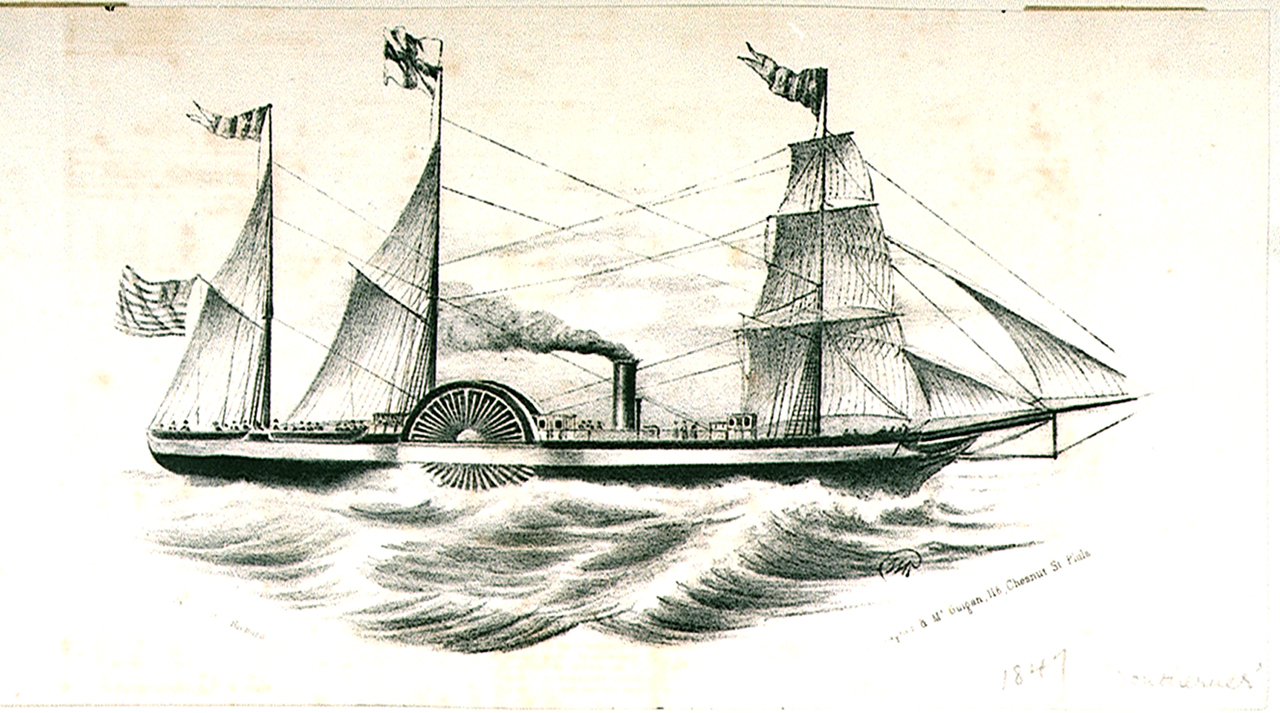
1847 — Southerner 1847 (RMG PU6727) – platicieni, McGuigan [gravor]; Richard, J. H. [realizator]; Wagner [gravor]
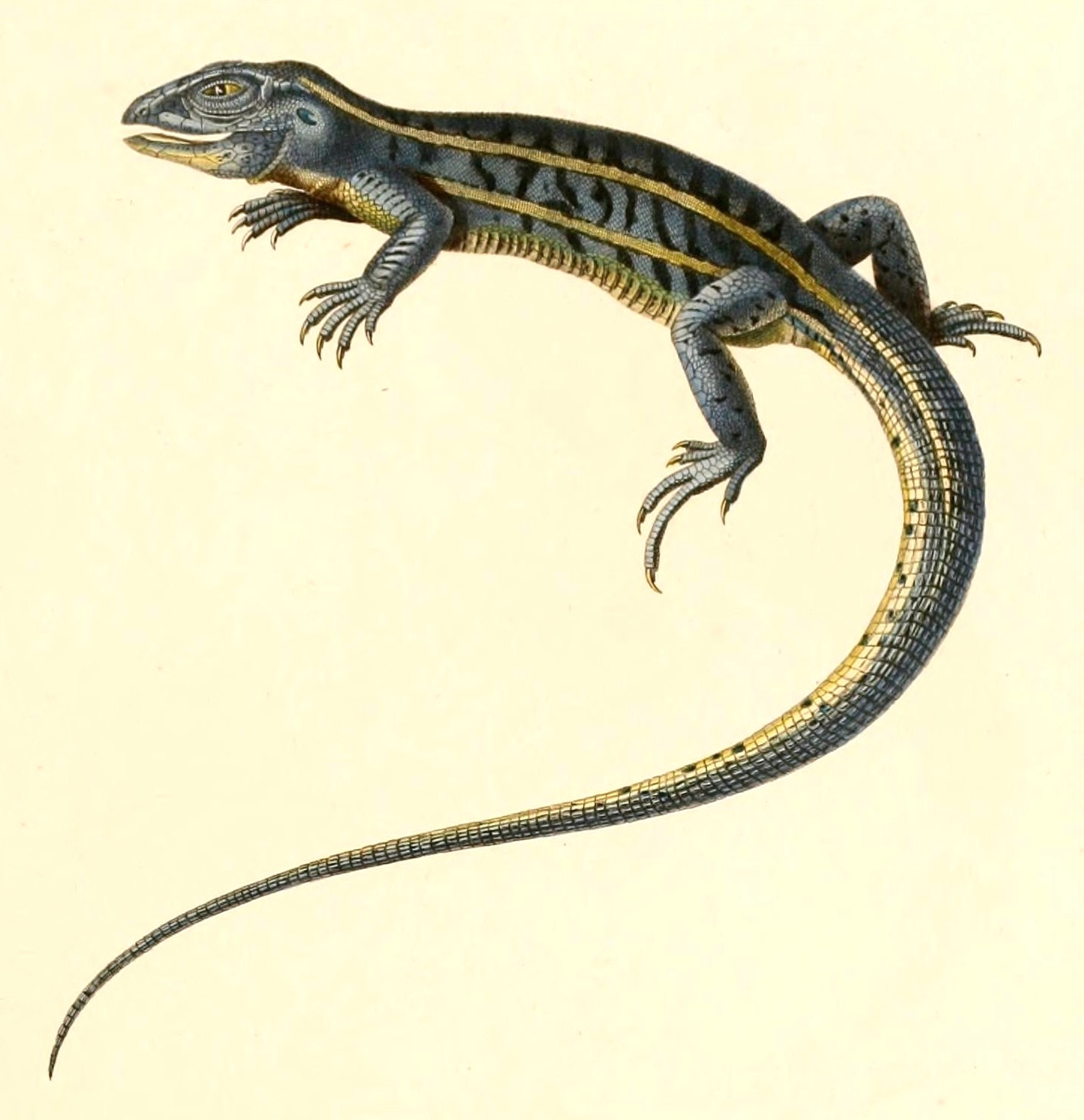
1847 — Teius oculatus